# 차야현

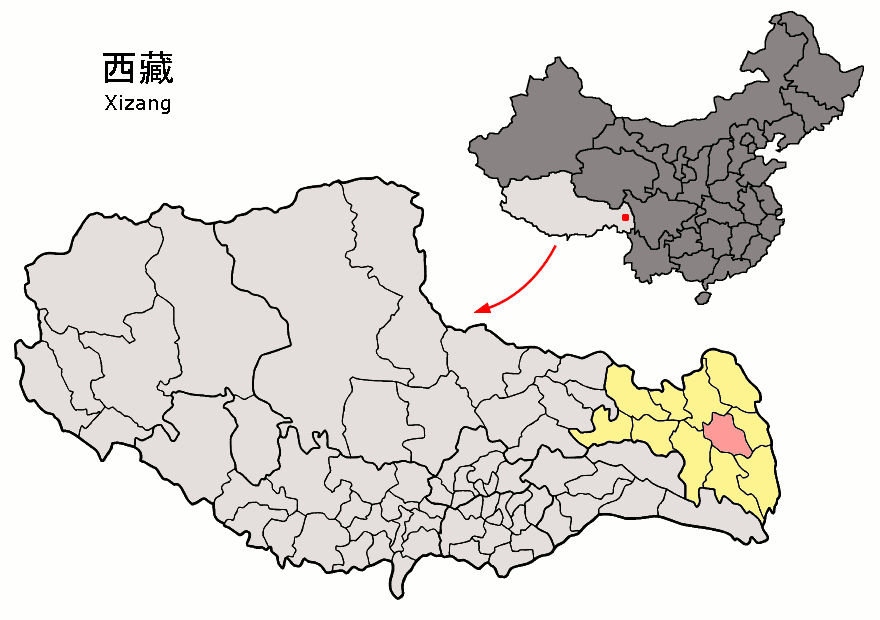
차그야브 현의 위치

차야현(티베트어: བྲག་གཡབ་རྫོང་ 차그야브 종, 중국어: 察雅县, 병음: Cháyǎ Xiàn)은 티베트 자치구 창두 지구의 현급 행정구역이다. 넓이는 8413km2이고, 인구는 2007년 기준으로 50,000명이다.

## 지리
평균해발고도는 3500m이다. 연평균 기온은 8°C이고 연평균 강수량은 400mm이다.

## 행정 구역
3개 진, 10개 향을 관할한다.
- 진: 烟多镇, 吉塘镇, 香堆镇.
- 향: 宗沙乡, 肯通乡, 卡贡乡, 扩达乡, 新卡乡, 王卡乡, 阿孜乡, 巴日乡, 荣周乡, 察拉乡.